# Sekiji Sasano
Sekiji Sasano (笹野積次?, Sasano Sekiji; Prefettura di Shizuoka, 16 dicembre 1914 – Kawasaki, 26 marzo 2004) è stato un calciatore giapponese, di ruolo centrocampista.

## Carriera

### Nazionale
Viene convocato per le Olimpiadi 1936 in Berlino.